# Jablonov nad Turňou
Jablonov nad Turňou este o comună slovacă, aflată în districtul Rožňava din regiunea Košice. Localitatea se află la altitudinea de 227 m deasupra n.m., se întinde pe o suprafață de 24,46 km2 și în 2017 număra 766 de locuitori.

## Istoric
Localitatea Jablonov nad Turňou este atestată documentar din 1235.

## Demografie
| An:                | 1994 | 2004   | 2014   | 2024   |
| ------------------ | ---- | ------ | ------ | ------ |
| Număr de persoane: | 863  | 862    | 786    | 733    |
| Diferență:         |      | −0,11% | −8,81% | −6,74% |

| An:                | 2023 | 2024   |
| ------------------ | ---- | ------ |
| Număr de persoane: | 737  | 733    |
| Diferență:         |      | −0,54% |